# Hanne Nielsen
Pour les articles homonymes, voir Nielsen.
Johanne (Hanne) Ane Margrethe Nielsen, née Didriksen (11 septembre 1829 - 15 juin 1903) est une fromagère et l'inventrice du fromage danois Havarti.

## Biographie

### Vie privée
Johanne Ane Margrethe Didriksen, dite Hanne, nait le 11 septembre 1829 à Øverød, Søllerød dans une famille de fermiers. Ses parents sont Jacob Didriksen et Ane Christine Andersen. Elle se marie le 11 septembre 1848 à Søllerød avec le fermier Hans Nielsen. Elle meurt le 15 juin 1903 à Havarthigård et est enterrée à Søllerød.

### Havarti
Dans les années 1800, Nielsen voyage à travers l'Europe pour développer ses connaissances sur la fabrication du fromage. La ferme de Nielsen est située à Havarthigaard, au nord de Copenhague, et en 1852, après son retour de voyage, développe la recette de l'Havarti, un fromage semi-ferme à petits trous. 
En 1875, elle est nommée fromagère royale.   